# Copa del Mundo de Atletismo de 1979
La 2º Copa del Mundo de Atletismo se disputó entre los días 24 y 26 de agosto de 1979 en el Estadio Olímpico de Montreal, Canadá.

## Clasificación por equipos

### Masculino
| Pos. | Equipo            | Resultado |
| ---- | ----------------- | --------- |
| 1    | Estados Unidos    | 119       |
| 2    | Europa            | 112       |
| 3    | Alemania Oriental | 108       |
| 4    | Unión Soviética   | 102       |
| 5    | América           | 98        |
| 6    | África            | 84        |
| 7    | Oceanía           | 58        |
| 8    | Asia              | 36        |

### Femenino
| Pos. | Equipo            | Resultado |
| ---- | ----------------- | --------- |
| 1    | Alemania Oriental | 106       |
| 2    | Unión Soviética   | 98        |
| 3    | Europa            | 88        |
| 4    | Estados Unidos    | 76        |
| 5    | América           | 68        |
| 6    | Oceanía           | 47        |
| 7    | África            | 30        |
| 8    | Asia              | 26        |

## Resultados por pruebas

### Masculino
| Evento                       | Oro | Plata | Bronce |
| ---------------------------- | --- | --- | --- |
| 100 metros lisos             | James Sandford Estados Unidos 10.17                                                                                                 | Silvio Leonard · ( Cuba) · América · 10.26 | Marian Woronin · ( Polonia) · Europa · 10.28                                                                                            |
| 200 metros lisos             | Silvio Leonard · ( Cuba) · América · 20.34                                                                                          | Leszek Dunecki · ( Polonia) · Europa · 20.50 | Peter Okodogbe ( Nigeria) África 20.69                                                                                                  |
| 400 metros lisos             | Hassan El Kachief ( Sudán) África 45.39                                                                                             | Nikolay Chernetskiy Unión Soviética 46.06 | Tony Darden Estados Unidos 46.12 |
| 800 metros lisos             | James Maina Boi ( Kenia) África 1:47.69                                                                                             | James Robinson Estados Unidos 1:47.85 | Willi Wülbeck ( Alemania Occidental) Europa 1:47.88                                                                                     |
| 1.500 metros lisos           | Thomas Wessinghage ( Alemania Occidental) Europa 3:46.13                                                                            | Vladimir Ponomaryov Unión Soviética 3:46.13 | Jürgen Straub República Democrática Alemana 3:46.30                                                                                     |
| 5.000 metros lisos           | Miruts Yifter ( Etiopía) África 13:35.9                                                                                             | Valeriy Abramov Unión Soviética 13:37.6 | Markus Ryffel · ( Suiza) · Europa · 13:38.6                                                                                             |
| 10.000 metros lisos          | Miruts Yifter ( Etiopía) África 27:53.07                                                                                            | Craig Virgin Estados Unidos 27:59.55 | Aleksandras Antipovas Unión Soviética 28:25.17                                                                                          |
| 110 metros vallas            | Renaldo Nehemiah Estados Unidos 13.39                                                                                               | Thomas Munkelt República Democrática Alemana 13.42 | Alejandro Casañas · ( Cuba) · América · 13.44                                                                                           |
| 400 metros vallas            | Edwin Moses Estados Unidos 47.53 | Harald Schmidt ( Alemania Occidental) Europa 48.71 | Vasyl Arkhypenko Unión Soviética 48.97                                                                                                  |
| 3.000 metros obstáculos      | Kip Rono ( Kenia) África 8:25.97 | Ralf Pönitzsch República Democrática Alemana 8:29.28 | Mariano Scartezzini · ( Italia) · Europa · 8:29.44                                                                                      |
| Salto de altura              | Franklin Jacobs Estados Unidos 2.27                                                                                                 | Jacek Wszola · ( Polonia) · Europa · 2.27 | Aleksandr Grigoryev Unión Soviética 2.24                                                                                                |
| Salto con pértiga            | Mike Tully Estados Unidos 5.45 | Patrick Abada ( Francia) Europa 5.45 | Kostantin Volkov Unión Soviética 5.30                                                                                                   |
| Salto de longitud            | Larry Myricks Estados Unidos 8.52                                                                                                   | Lutz Dombrowski República Democrática Alemana 8.27 | David Giralt · ( Cuba) · América · 8.22                                                                                                 |
| Triple Salto                 | Joao Carlos de Oliveira · ( Brasil) · América · 17.02                                                                               | Gennadiy Valyukevich Unión Soviética 16.94 | Ian Campbell ( Australia) Oceanía 16.76                                                                                                 |
| Lanzamiento de peso          | Udo Beyer República Democrática Alemana 20.45                                                                                       | Reijo Ståhlberg · ( Finlandia) · Europa · 20.05 | Aleksandr Baryshnikov Unión Soviética 20.00                                                                                             |
| Lanzamiento de disco         | Wolfgang Schmidt República Democrática Alemana 66.02                                                                                | Mac Wilkins Estados Unidos 64.92 | Luis Delís · ( Cuba) · América · 63.50                                                                                                  |
| Lanzamiento de martillo      | Sergey Litvinov Unión Soviética 78.70                                                                                               | Karl-Hans Riehm ( Alemania Occidental) Europa 75.88 | Roland Steuk República Democrática Alemana 74.82                                                                                        |
| Lanzamiento de jabalina      | Wolfgang Hanisch República Democrática Alemana 86.48                                                                                | Michael O´Rourke ( Nueva Zelanda) Oceanía 85.80 | Antonio González · ( Cuba) · América · 83.44                                                                                            |
| Relevos 4 x 100 metros lisos | Osvaldo Lara · ( Cuba) · Nelson dos Santos · ( Brasil) · Silvio Leonard · ( Cuba) · Altevir de Araújo · ( Brasil) · América · 38.70 | Mike Robertson Harvey Glance Mel Lattany Steve Riddick Estados Unidos 38.77                                                                                                   | Jerzy Brunner · ( Polonia) · Leszek Dunecki · ( Polonia) · Zenon Licznerski · ( Polonia) · Marian Woronin · ( Polonia) · Europa · 38.85 |
| Relevos 4 x 400 metros lisos | Herman Frazier Bill Green Willie Smith Tony Darden Estados Unidos 3:00.70                                                           | Ryszard Podlas · ( Polonia) · Franz-Peter Hofmeister · ( Alemania Occidental) · Harry Schulting · ( Países Bajos) · Harald Schmid · ( Alemania Occidental) · Europa · 3:00.80 | Billy Konchellah ( Kenia) Dele Udo ( Nigeria) James Atuti ( Kenia) Hassan El Kachief ( Sudán) África 3:01.22                            |

### Femenino
| Evento                       | Oro | Plata                                                                                              | Bronce                                                                                   |
| ---------------------------- | --- | -------------------------------------------------------------------------------------------------- | ---------------------------------------------------------------------------------------- |
| 100 metros lisos             | Evelyn Ashford Estados Unidos 11.06 | Marlies Göhr República Democrática Alemana 11.17                                                   | Annegret Richter ( Alemania Occidental) Europa 11.36                                     |
| 200 metros lisos             | Evelyn Ashford Estados Unidos 21.83 | Marita Koch República Democrática Alemana 22.02                                                    | Lyudmila Kondratyeva Unión Soviética 22.66                                               |
| 400 metros lisos             | Marita Koch República Democrática Alemana 48.97 | Mariya Kulchunova Unión Soviética 50.60                                                            | Irena Szewinska · ( Polonia) · Europa · 51.15                                            |
| 800 metros lisos             | Nikolina Shtereva ( Bulgaria) Europa 2:00.52 | Nadezhda Mushta Unión Soviética 2:01.09                                                            | Anita Weiss República Democrática Alemana 2:01.33                                        |
| 1500 metros lisos            | Christiane Wartenberg República Democrática Alemana 4:06.88                                                                                         | Giana Romanova Unión Soviética 4:08.73                                                             | Francie Larrieu Estados Unidos 4:09:16                                                   |
| 3000 metros lisos            | Svetlana Ulmasova Unión Soviética 8:36.34 | Grete Waitz · ( Noruega) · Europa · 8:38.59                                                        | Francie Larrieu Estados Unidos 8:53.02                                                   |
| 100 metros vallas            | Grazyna Rabsztyn · ( Polonia) · Europa · 12.67 | Tatyana Anisimova Unión Soviética 12.75                                                            | Kerstin Claus República Democrática Alemana 13.03                                        |
| 400 metros vallas            | Barbel Klepp República Democrática Alemana 55.83 | Marina Makeyeva Unión Soviética 56.02                                                              | Debbie Esser Estados Unidos 56.75                                                        |
| Salto de altura              | Debbie Brill · ( Canadá) · América · 1.96 | Sara Simeoni · ( Italia) · Europa · 1.94                                                           | Nina Serbina Unión Soviética 1.90                                                        |
| Salto de longitud            | Anita Stukane Unión Soviética 6.64 | Brigitte Wujak República Democrática Alemana 6.55                                                  | Kathy McMillan Estados Unidos 6.31                                                       |
| Lanzamiento de peso          | Ilona Slupianek República Democrática Alemana 20.98                                                                                                 | Helena Fibingerova ( Checoslovaquia) Europa 19.74                                                  | Svetlana Krachevskaya Unión Soviética 19.70                                              |
| Lanzamiento de disco         | Evelin Jahl República Democrática Alemana 65.18 | Svetlana Melnikova República Democrática Alemana 65.14                                             | María Betancourt · ( Cuba) · América · 62.84                                             |
| Lanzamiento de Jabalina      | Ruth Fuchs República Democrática Alemana 66.10 | Eva Raduly-Zörgo · ( Rumania) · Europa · 65.82                                                     | María Caridad Colón · ( Cuba) · América · 63.50                                          |
| Relevos 4 x 100 metros lisos | Linda Haglund · ( Suecia) · Chantal Réga · ( Francia) · Annegret Richter · ( Alemania Occidental) · Heather Hunte · ( Reino Unido) · Europa · 42.19 | Christina Brehmer Romy Schneider Ingrid Auerswald Marlies Göhr República Democrática Alemana 42.32 | Vera Anisimova Olga Korotkova Marina Sidorova Lyudmila Kondratyeva Unión Soviética 42.52 |
| Relevos 4 x 400 metros lisos | Gabriele Kotte Christina Brehmer Brigitte Köhn Marita Koch República Democrática Alemana 3:20.37                                                    | Irina Bagryantseva Tatyana Prorochenko Nina Zyuskova Mariya Kulchunova Unión Soviética 3:23.04     | Sharon Dabney Rosalyn Bryant Patricia Jackson Sherri Howard Estados Unidos 3:27.36       |